# CAPNS1
CAPNS1‏ (Calpain small subunit 1) هوَ بروتين يُشَفر بواسطة جين CAPNS1 في الإنسان.